# Cal Trescents Sabarter
Cal Trescents Sabarter és una obra de Guissona (Segarra) inclosa a l'Inventari del Patrimoni Arquitectònic de Catalunya.

## Descripció
Edifici de pedra arrebossat amb tres plantes i golfa, contigu a la façana de l'església. S'accedeix a l'edifici a través del C/ de les botigues, tot i que la façana més interessant és la lateral, que mira a la Plaça Major.
La façana del C/ de les botigues és actual i no presenta cap singularitat a destacar.
A la planta baixa trobem tres arcades, dues laterals de mig punt i la central d'arc escarser, que s'obren a la galeria sud de la porxada de la Plaça Major.
A la primera planta tres bolcons amb barana de forja i tres portes balconeres emmarcades per una motllura de pedra. La segona planta repeteix el model de la primera, sense motllures a les obertures.
La zona de la golfa l'ocupen tres òculs, a través dels quals accedeix la llum. I una cornisa.